# Tiina Intelmann
Tiina Intelmann, née le 25 août 1963 à Tallinn est une diplomate estonienne. Elle est la représentante permanente de l'Estonie auprès des Nations unies à New York de 2005 à 2011 et la présidente de l'Assemblée des États parties de la Cour pénale internationale de décembre 2011 à décembre 2014. Elle devient ensuite chef de la délégation de l'Union européenne au Libéria. En 2017, elle occupe le poste d'ambassadrice d'Estonie au Royaume-Uni.

## Biographie

### Jeunesse
Née à Tallinn le 25 août 1963, Tiina Intelmann est diplômé de l'Université d'État de Leningrad en 1987 avec une maîtrise ès arts en langue et littérature italiennes.

### Carrière
En 1991, Tiina Intelmann devient diplomate au sein du ministère des Affaires étrangères d'Estonie. De 1999 à 2002, elle est représentante permanente de l'Estonie auprès de l'Organisation pour la sécurité et la coopération en Europe. De 2002 à 2005, elle occupe le poste de sous-secrétaire aux affaires politiques et aux relations avec la presse du ministère des Affaires étrangères. Elle devient Représentante permanente auprès de l'Organisation des Nations unies le 30 mars 2005. En 2011, son mandat à l'ONU prend fin, elle devient alors ambassadrice d'Estonie en Israël et ambassadrice non résidente d'Estonie au Monténégro.
Le 12 décembre 2011, Tiina Intelmann est élue pour succéder à Christian Wenaweser à la présidence de l'Assemblée des États parties de la Cour pénale internationale. Elle est la première femme à diriger l'Assemblée des États parties de la CPI. Elle est remplacée à la présidence de l'Assemblée par Sidiki Kaba, ministre de la Justice du Sénégal.
En 2017, elle devient ambassadrice d'Estonie au Royaume-Uni.
Le 4 août 2021, le Service pour l'action extérieure de l'Union européenne annonce qu'Intelmann est nommée chef de la délégation de l'Union européenne en Somalie. Elle prend ses fonctions le 1er septembre 2021.